# La Hague
La Hague és un municipi nou de França, situat al departament de la Manche i a la regió de Normandia. D'una superfície de 148,68 km² és el municipi més ample del departament.
Es va crear l'1 de gener del 2017 per la fusió de Acqueville, Auderville, Beaumont-Hague, Biville, Branville-Hague, Digulleville, Eculleville, Flottemanville-Hague, Gréville-Hague, Herqueville, Jobourg, Omonville-la-Petite, Omonville-la-Rogue, Sainte-Croix-Hague, Saint-Germain-des-Vaux, Tonneville, Urville-Nacqueville, Vasteville i Vauville, que van convertir-se en municipis delegats.